# تپه مر
تپه مر مربوط به دوره ساسانیان است و در شهرستان مرودشت، بخش سیدان، روستای کره‌ای واقع شده و این اثر در تاریخ ۲۲ مرداد ۱۳۸۴ با شمارهٔ ثبت ۱۳۳۳۵ به‌عنوان یکی از آثار ملی ایران به ثبت رسیده است.